# انت هافمن
انت هافمن (دانمارکی: Anette Hoffmann؛ زادهٔ ۵ مهٔ ۱۹۷۱) بازیکن هندبال اهل دانمارک بود.
از افتخارات وی میتوان به کسب دو مدال طلا به‌همراه تیم ملی هندبال زنان دانمارک در بازی‌های المپیک تابستانی ۱۹۹۶ و بازی‌های المپیک تابستانی ۲۰۰۰ اشاره کرد.